# Piłka ręczna na Igrzyskach Azjatyckich 2002
Turnieje piłki ręcznej na Igrzyskach Azjatyckich 2002 odbyły się w dniach 30 września – 13 października 2002 roku w Changwon.
Był to szósty turniej męski i czwarty żeński w historii tych zawodów.
Wszystkie spotkania turnieju odbyły się w Changwon Arena. Pięć żeńskich zespołów rywalizowało systemem kołowym, mężczyźni natomiast walczyli w dwóch grupach o awans do fazy play-off.
Ponownie zwycięskie okazały się być męska i żeńska reprezentacja Korei Południowej.

## Podsumowanie

### Klasyfikacja medalowa
| Klasyfikacja medalowa | Klasyfikacja medalowa | Klasyfikacja medalowa | Klasyfikacja medalowa | Klasyfikacja medalowa | Klasyfikacja medalowa |
| Miejsce               | Reprezentacja         | Złoto                 | Srebro                | Brąz                  | Razem                 |
| --------------------- | --------------------- | --------------------- | --------------------- | --------------------- | --------------------- |
| 1                     | Korea Południowa      | 2                     | 0                     | 0                     | 2                     |
| 2                     | Kazachstan            | 0                     | 1                     | 0                     | 1                     |
| 2                     | Kuwejt                | 0                     | 1                     | 0                     | 1                     |
| 4                     | Chiny                 | 0                     | 0                     | 1                     | 1                     |
| 4                     | Katar                 | 0                     | 0                     | 1                     | 1                     |
| Razem                 | Razem                 | 2                     | 2                     | 2                     | 6                     |

### Medaliści
| Konkurencja | 1. miejsce       | 2. miejsce | 3. miejsce |
| ----------- | ---------------- | ---------- | ---------- |
| Mężczyźni   | Korea Południowa | Kuwejt     | Katar      |
| Kobiety     | Korea Południowa | Kazachstan | Chiny      |

## Mężczyźni

### Faza grupowa

#### Grupa A
| 30 września 200215:00 | Korea Południowa | 59:7(33:2) | Mongolia | Changwon Arena, Changwon |
| 30 września 200215:00 |                  | 59:7(33:2) |          | Changwon Arena, Changwon |

| 30 września 200217:00 | Japonia | 30:15(14:8) | Chiny | Changwon Arena, Changwon |
| 30 września 200217:00 |         | 30:15(14:8) |       | Changwon Arena, Changwon |

| 2 października 200215:00 | Korea Południowa | 32:20(16:11) | Chiny | Changwon Arena, Changwon |
| 2 października 200215:00 |                  | 32:20(16:11) |       | Changwon Arena, Changwon |

| 2 października 200217:00 | Japonia | 35:24(17:11) | Bahrajn | Changwon Arena, Changwon |
| 2 października 200217:00 |         | 35:24(17:11) |         | Changwon Arena, Changwon |

| 4 października 200215:00 | Japonia | 52:6(26:3) | Mongolia | Changwon Arena, Changwon |
| 4 października 200215:00 |         | 52:6(26:3) |          | Changwon Arena, Changwon |

| 4 października 200217:00 | Bahrajn | 28:27(14:12) | Chiny | Changwon Arena, Changwon |
| 4 października 200217:00 |         | 28:27(14:12) |       | Changwon Arena, Changwon |

| 6 października 200215:00 | Korea Południowa | 25:21(13:11) | Bahrajn | Changwon Arena, Changwon |
| 6 października 200215:00 |                  | 25:21(13:11) |         | Changwon Arena, Changwon |

| 6 października 200217:00 | Chiny | 54:16(26:3) | Mongolia | Changwon Arena, Changwon |
| 6 października 200217:00 |       | 54:16(26:3) |          | Changwon Arena, Changwon |

| 8 października 200215:00 | Korea Południowa | 24:17(10:7) | Japonia | Changwon Arena, Changwon |
| 8 października 200215:00 |                  | 24:17(10:7) |         | Changwon Arena, Changwon |

| 8 października 200217:00 | Bahrajn | 62:5(37:5) | Mongolia | Changwon Arena, Changwon |
| 8 października 200217:00 |         | 62:5(37:5) |          | Changwon Arena, Changwon |

#### Grupa B
| 1 października 200217:00 | Kuwejt | 28:26(18:12) | Katar | Changwon Arena, Changwon |
| 1 października 200217:00 |        | 28:26(18:12) |       | Changwon Arena, Changwon |

| 3 października 200217:00 | Chińskie Tajpej | 30:26(15:13) | Zjednoczone Emiraty Arabskie | Changwon Arena, Changwon |
| 3 października 200217:00 |                 | 30:26(15:13) |                              | Changwon Arena, Changwon |

| 5 października 200217:00 | Kuwejt | 32:29(15:14) | Chińskie Tajpej | Changwon Arena, Changwon |
| 5 października 200217:00 |        | 32:29(15:14) |                 | Changwon Arena, Changwon |

| 7 października 200217:00 | Katar | 30:22(15:13) | Zjednoczone Emiraty Arabskie | Changwon Arena, Changwon |
| 7 października 200217:00 |       | 30:22(15:13) |                              | Changwon Arena, Changwon |

| 9 października 200215:00 | Kuwejt | 26:26(13:14) | Zjednoczone Emiraty Arabskie | Changwon Arena, Changwon |
| 9 października 200215:00 |        | 26:26(13:14) |                              | Changwon Arena, Changwon |

| 9 października 200217:00 | Katar | 34:27(18:12) | Chińskie Tajpej | Changwon Arena, Changwon |
| 9 października 200217:00 |       | 34:27(18:12) |                 | Changwon Arena, Changwon |

### Faza pucharowa

#### Mecze o miejsca 7–8
| 12 października 200216:00 | Chiny | 33:27(18:10) | Zjednoczone Emiraty Arabskie | Changwon Arena, Changwon |
| 12 października 200216:00 |       | 33:27(18:10) |                              | Changwon Arena, Changwon |

#### Mecze o miejsca 5–6
| 12 października 200218:00 | Chińskie Tajpej | 35:33(14:9) | Bahrajn | Changwon Arena, Changwon |
| 12 października 200218:00 |                 | 35:33(14:9) |         | Changwon Arena, Changwon |

#### Mecze o miejsca 1–4
|  |                            |                  |           |                            |    |                  |                  |       |
|  | Półfinały                  | Półfinały        | Półfinały |                            |    | Finał            | Finał            | Finał |
|  | Półfinały                  | Półfinały        | Półfinały |                            |    | Finał            | Finał            | Finał |
|  | 11 października 2002 16:00 |                  |           |                            |    |                  |                  |       |
|  |                            |                  |           |                            |    |                  |                  |       |
|  | Korea Południowa           | Korea Południowa | 31        |                            |    |                  |                  |       |
|  | Korea Południowa           | Korea Południowa | 31        | 13 października 2002 18:00 |    |                  |                  |       |
|  | Katar                      | Katar            | 30        |                            |    |                  |                  |       |
|  | Katar                      | Katar            | 30        |                            |    | Korea Południowa | Korea Południowa | 22    |
|  | 11 października 2002 18:00 |                  |           |                            |    | Korea Południowa | Korea Południowa | 22    |
|  |                            |                  | Kuwejt    | Kuwejt                     | 21 |                  |                  |       |
|  | Kuwejt                     | Kuwejt           | Kuwejt    | Kuwejt                     | 21 | 27               |                  |       |
|  | Kuwejt                     | Kuwejt           |           |                            |    |                  |                  |       |
|  | Japonia                    | Japonia          | 24        |                            |    |                  |                  |       |
|  | Japonia                    | Japonia          | 24        | Mecz o 3. miejsce          |    |                  |                  |       |
|  |                            |                  |           |                            |    |                  |                  |       |
|  | 13 października 2002 16:00 |                  |           |                            |    |                  |                  |       |
|  |                            |                  |           |                            |    |                  |                  |       |
|  | Katar                      | Katar            | 28        |                            |    |                  |                  |       |
|  | Katar                      | Katar            | 28        |                            |    |                  |                  |       |
|  | Japonia                    | Japonia          | 21        |                            |    |                  |                  |       |
|  | Japonia                    | Japonia          | 21        |                            |    |                  |                  |       |

| 11 października 200216:00 | Korea Południowa | 31:30(16:14) | Katar | Changwon Arena, Changwon |
| 11 października 200216:00 |                  | 31:30(16:14) |       | Changwon Arena, Changwon |

| 11 października 200218:00 | Kuwejt | 27:24(14:12) | Japonia | Changwon Arena, Changwon |
| 11 października 200218:00 |        | 27:24(14:12) |         | Changwon Arena, Changwon |

| 13 października 200218:00 | Korea Południowa | 22:21(13:11) | Kuwejt | Changwon Arena, Changwon |
| 13 października 200218:00 |                  | 22:21(13:11) |        | Changwon Arena, Changwon |

| 13 października 200216:00 | Katar | 28:21(14:7) | Japonia | Changwon Arena, Changwon |
| 13 października 200216:00 |       | 28:21(14:7) |         | Changwon Arena, Changwon |

### Klasyfikacja końcowa
| Miejsce | Reprezentacja                |
| ------- | ---------------------------- |
| złoto   | Korea Południowa             |
| srebro  | Kuwejt                       |
| brąz    | Katar                        |
| 4       | Japonia                      |
| 5       | Chińskie Tajpej              |
| 6       | Bahrajn                      |
| 7       | Chiny                        |
| 8       | Zjednoczone Emiraty Arabskie |
| 9       | Mongolia                     |

## Kobiety

### Mecze
| 1 października 200213:00 | Korea Południowa | 28:21(13:12) | Japonia | Changwon Arena, Changwon |
| 1 października 200213:00 |                  | 28:21(13:12) |         | Changwon Arena, Changwon |

| 1 października 200215:00 | Kazachstan | 24:24(13:12) | Chiny | Changwon Arena, Changwon |
| 1 października 200215:00 |            | 24:24(13:12) |       | Changwon Arena, Changwon |

| 3 października 200213:00 | Korea Południowa | 28:19(13:9) | Kazachstan | Changwon Arena, Changwon |
| 3 października 200213:00 |                  | 28:19(13:9) |            | Changwon Arena, Changwon |

| 3 października 200215:00 | Japonia | 26:26(14:12) | Korea Północna | Changwon Arena, Changwon |
| 3 października 200215:00 |         | 26:26(14:12) |                | Changwon Arena, Changwon |

| 5 października 200215:00 | Chiny | 34:23(13:12) | Korea Północna | Changwon Arena, Changwon |
| 5 października 200215:00 |       | 34:23(13:12) |                | Changwon Arena, Changwon |

| 7 października 200213:00 | Korea Południowa | 34:24(15:16) | Korea Północna | Changwon Arena, Changwon |
| 7 października 200213:00 |                  | 34:24(15:16) |                | Changwon Arena, Changwon |

| 7 października 200215:00 | Kazachstan | 32:20(18:8) | Japonia | Changwon Arena, Changwon |
| 7 października 200215:00 |            | 32:20(18:8) |         | Changwon Arena, Changwon |

| 9 października 200213:00 | Chiny | 23:23(11:9) | Japonia | Changwon Arena, Changwon |
| 9 października 200213:00 |       | 23:23(11:9) |         | Changwon Arena, Changwon |

| 11 października 200214:00 | Kazachstan | 29:26(14:13) | Korea Północna | Changwon Arena, Changwon |
| 11 października 200214:00 |            | 29:26(14:13) |                | Changwon Arena, Changwon |

| 12 października 200214:00 | Korea Południowa | 26:19(10:12) | Chiny | Changwon Arena, Changwon |
| 12 października 200214:00 |                  | 26:19(10:12) |       | Changwon Arena, Changwon |

### Klasyfikacja końcowa
| Miejsce | Reprezentacja    |
| ------- | ---------------- |
| złoto   | Korea Południowa |
| srebro  | Kazachstan       |
| brąz    | Chiny            |
| 4       | Japonia          |
| 5       | Korea Północna   |